# Caraivana
Caraivana é um grupo musical composta pelos integrantes Alex Souza, Douglas Lora, Alexandre Lora, Juninho Billy Joe e Fábio Luna. O nome do grupo foi pensada em homenagem a uma comunidade litorânea chamada Caraíva, que fica situada em Porto Seguro (Bahia), onde se originou o grupo.
Em 2009, o grupo lançou seu primeiro álbum, "Caraivana", contendo músicas inéditas e versões de clássicos da música brasileira como Ponteio, de Edu Lobo, e Tico-tico no fubá, de Zequinha de Abreu.

## Discografia

### Álbuns
- Caraivana (2009)
- Ser Feliz (2011)
- Do Outro Lado de Cá - (2019)

### EPs
- Caraivana (2017)

### Singles
- Nunca Me Acostumo com a Beleza do Mar (2019)